# 에드윈 호지
에드윈 호지(Edwin Hodge, 1985년 1월 26일 ~ )는 미국의 배우이다.

## 출연 작품

### 영화
- 다이하드 3 (1995)
- 롱 키스 굿 나잇 (1996)
- 빅 마마 하우스 (2001)
- 행맨의 커스 (2003)
- 알라모 (2004)
- 모든 소년들은 맨디 레인을 사랑해 (2006)
- 살인 이론 (2009)
- 테이크 미 홈 투나잇 (2011)
- 레드 던 (2012)
- 더 퍼지 (2013)
  - 더 퍼지: 거리의 반란 (2013)
  - 더 퍼지: 일렉션 이어 (2016)
- 카타콤: 금지된 구역 (2014)
- 더 굿 네이버 (2016)
- 범블비 (2018)
- 내일의 전쟁 (2021)

### 텔레비전
- 세서미 스트리트 (1993-95)
- 제7의 천국 (1998)
- 엔젤 (2000)
- 보스턴 퍼블릭 (2000-02)
- 그라운디드 포 라이프 (2001)
- 천사의 손길 (2003)
- 잭 & 바비 (2004-05)
- 콜드 케이스 (2005)
- 인베이전 (2006)
- 그레이 아나토미 (2006)
- 고스트 위스퍼러 (2006)
- 히어로즈 (2009)
- 본즈 (2009)
- 멘탈 (2009)
- 레버리지 (2010)
- 원 트리 힐 (2010)
- CSI: 마이애미 (2010)
- NCIS (2012)
- 프라이빗 프랙티스 (2012)
- 커트니 콕스의 러브 앤 프렌즈 (2012-13)
- NCIS: 로스앤젤레스 (2013)
- 시카고 파이어 (2013-15)
- 로즈우드 (2016)
- 비밀과 거짓말 (2016)
- 슬리피 할로우 (2017)
- 식스 (2017-18)
- 포 올 맨카인드 (2019)
- 올 라이즈 (2019)
- FBI: 모스트 원티드 (2022-현재)